# Aeroportul Karluk
Aeroportul Karluk (IATA: KYK, ICAO: PAKY, FAA LID: KYK) este un aeroport din Alaska, Statele Unite ale Americii ce deservește zona Karluk⁠(d). Aeroportul a fost tranzitat în 2019 de 596 de pasageri. A fost numit după zona deservită.
Situat la o altitudine de 42 m, aeroportul dispune de 1 pistă. Este operat de Alaska Department of Transportation & Public Facilities⁠(d).

## Infrastructură

### Piste
Aeroportul dispune de o singură pistă. Pista 10/28 are suprafața de pietriș și dimensiunile 2.000 picioare × 60 picioare. 